# Dialetto valdostano
Il dialetto valdostano (nome nativo: patoué valdotèn, valdŏtèn o valdouhtan; in francese: patois valdôtain), definito localmente patois (in francese, dialetto), è una varietà dialettale della lingua francoprovenzale parlata nella regione italiana della Valle d'Aosta.

## Tabella di comparazione
| Latino              | Valdostano | Occitano                              | Piemontese | Francese   | Catalano | Italiano  |
| ------------------- | ---------- | ------------------------------------- | ---------- | ---------- | -------- | --------- |
| clavis              | cllià      | clau                                  | ciav       | clef / clé | clau     | chiave    |
| apes                | aveuille   | abelha                                | avija      | abeille    | abella   | ape       |
| glacies             | llasse     | glaça                                 | giassa     | verglas    | glaç/gel | ghiaccio  |
| cantare             | tsanté     | cantar (nord occ. chantar)            | canté      | chanter    | cantar   | cantare   |
| capra               | tchëvra    | cabra (nord occ. chabra, gasc. craba) | crava      | chèvre     | cabra    | capra     |
| lingua              | lenva      | lenga                                 | lenga      | langue     | llengua  | lingua    |
| nox, noctis         | nét        | nuèch (nuèit, gasc. nueit)            | neuit      | nuit       | nit      | notte     |
| sapo, saponis       | savon      | sabon (gasc. sablon)                  | savon      | savon      | sabó     | sapone    |
| sudare              | choué      | susar (suar, gasc. sudar)             | strassuvé  | suer       | suar     | sudare    |
| vita, vitae         | via        | vida (gasc. vita)                     | vita       | vie        | vida     | vita      |
| pacare              | payé       | pagar (nord occ. paiar)               | paghè      | payer      | pagar    | pagare    |
| platea              | place      | plaça                                 | piassa     | place      | plaça    | piazza    |
| ecclesia            | élliëse    | glèisa                                | gesia      | église     | església | chiesa    |
| caseus (formaticus) | fromadzo   | formatge (gasc. hromatge)             | formagg    | fromage    | formatge | formaggio |

## Caratteristiche

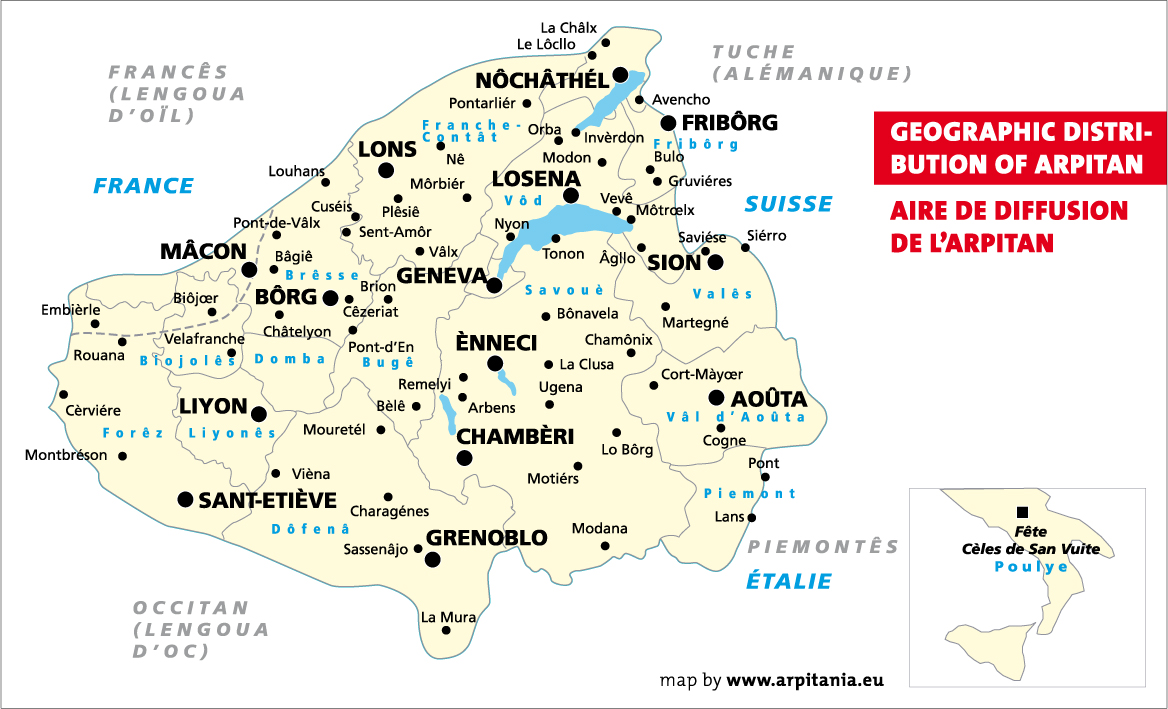
Lo spazio linguistico francoprovenzale con le regioni storiche e la toponimia in francoprovenzale sopradialettale.

Fatta eccezione per l'isola linguistica della Daunia arpitana in Puglia, la Valle d'Aosta si colloca al limite orientale dell'area francoprovenzale, che comprende l'intera Romandia (ad eccezione del Canton Giura), una parte del Giura francese, la Bresse, il Bugey, il Delfinato (Dauphiné), il Lyonnais, la Forez e la Savoia storica (divisa oggi nei due dipartimenti francesi della Savoia e dell'Alta Savoia).
All'inizio del XXI secolo, il francoprovenzale costituisce uno strumento di comunicazione attiva unicamente in Valle d'Aosta, dov'è conosciuto dal 67,4% dei soggetti e parlato dal 45,8% di chi lo capisce.
Non è possibile considerare il valdostano come un'entità unica, ma piuttosto come un'area linguistica più o meno omogenea, all'interno della quale i parlanti sono in grado di capirsi, pur mantenendo differenze rilevabili talvolta da un villaggio all'altro a distanza di pochi chilometri.
L'alta valle, cioè la parte occidentale della regione, risente maggiormente del francoprovenzale savoiardo; la "plaine" di Aosta ha subìto soprattutto l'influsso del francese standard, unica lingua ufficiale della regione prima del XX secolo; la bassa valle presenta invece i tratti più arcaici e la presenza del piemontese in ragione dei frequenti rapporti con il Canavese, fino a Pont-Saint-Martin, dove la differenza tra i due idiomi si riduce fino a essere difficilmente apprezzabile.
Lungo la sua storia, il valdostano si è distinto in alcuni casi dalle lingue limitrofe, tra cui italiano e il francese, come per esempio:
- Per definire i giorni della settimana, sia l'italiano che il francese hanno adottato il modello LUNAE DIES, MARTIS DIES, ecc., che ha dato lunedì, martedì, così come lundi, mardi, e così via, mentre in patois è rimasto fissato il modello DIES LUNAE, DIES MARTIS, che ha dato: deleun, demars, demécro, dedzou, devèndro, desandre, demèndze;
- La parola forié per indicare la primavera, dal latino FORAS, cioè "fuori", per indicare probabilmente la stagione in cui le vacche venivano portate fuori dalle stalle.
- La parola Tsalènde per indicare il Natale, dal latino KALENDAE, che indicava il primo giorno di ogni mese, e quindi anche quello dell'anno. Nell'VIII secolo l'inizio dell'anno fu fissato a Natale, per cui il nome del giorno cominciò a indicare anche la festa stessa.
- Alcuni sostantivi presentano il genere opposto a quello dell'italiano e del francese, come "la sa" ("il sale") e lo nét ("la notte").

### L'eredità celtica

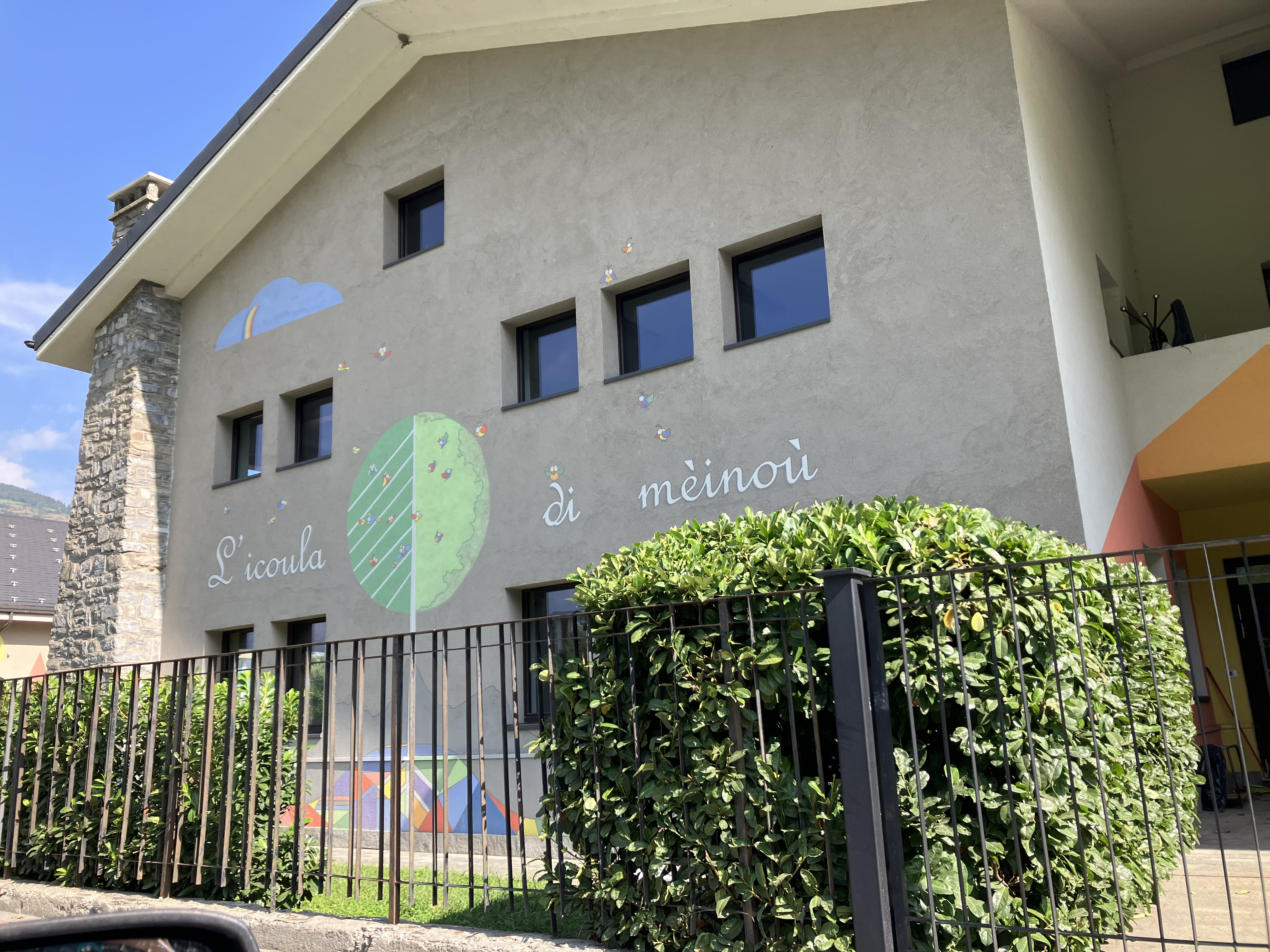
Scritta in patois ("L'icoula di mèinoù" significa "la scuola dei bambini") sulla scuola primaria del Plan-Félinaz, a Charvensod.

I valdostani reclamano un'eredità celtica in virtù delle origini celtiche dei Salassi, gli antichi abitanti della Valle che resistettero ai Romani fino alla capitolazione sotto Augusto (da cui il nome di Augusta Praetoria Salassorum, l'odierna Aosta). Alcune espressioni sono senza dubbio celtiche, quali blétsé (mungere), berrio (pietra), modze (giovenca), bren (crusca della farina), verna (ontano), breuill (piano lacustre alpino paludoso), baou (stalla) si sono conservate nel patois valdostano odierno.

### La "langue d'O" e la "langue d'A"
Tra le varianti del valdostano si possono definire due gruppi principali, che si incontrano sul territorio senza soluzione di continuità: la langue d'O e la langue d'A, come già sottolineato dall'abate Jean-Baptiste Cerlogne, autore dei primissimi rudimentali studi di linguistica e grammatica del patois. La caratteristica delle due varietà è la ricorrenza maggiore della A o della O, come per esempio in tabla o tobla (= tavola).
Un altro esempio è dato dalla traduzione di "sì" : tipo ┌ u̯é, vu̯é ┐ in Alta Valle, e tipo ┌ ói, ó̯ ┐ in Bassa Valle, con numerose altre forme ['vwaj, u'εj, o'εj, 'aj].

### La "h" aspirata
Nella bassa valle, cioè circa da Châtillon verso il Piemonte, la transizione dai dialetti transalpini verso quelli cisalpini, di cui la lingua piemontese fa parte, è facilmente apprezzabile con la comparsa di un H aspirato assente nella lingua francese (fenomeno segnalato dalla presenza di un accento circonflesso) e nei dialetti valdostani dell'alta valle (da Aosta a Courmayeur), come per tsahté (= castello), che dal "château" francese diventa tsaté nel dialetto dell'alta valle si pone come intermezzo prima del castel in piemontese.

### Troncamento della "z"
Il troncamento della "z" a fine parola, una particolarità che si discosta dalle regole di pronuncia della lingua francese standard, risale a uno svolazzo che i redattori dei registri del regno di Piemonte-Sardegna erano soliti aggiungere alla fine dei toponimi, dei nomi da pronunciare e delle parole parossitone (cioè con l'accento sulla penultima sillaba, molto diffuso in francoprovenzale). In seguito, questo piccolo segno è stato assimilato ad una zeta e spesso viene erroneamente pronunciato, sia dagli italofoni che dai francofoni.
Un esempio di pronuncia del patois valdostano è il nome del fiume Artanavaz, che va pronunciato omettendo la "z" finale, suonando quindi "Artanàva". Questo vale per molti altri toponimi e cognomi valdostani e delle regioni limitrofe (la Savoia, l'Alta Savoia e il Vallese).

### La "volpe" in Valle d'Aosta
La posizione geografica della Valle d'Aosta, all'incrocio di due culture, si riflette nel lessico dei suoi dialetti. In questo senso, è apprezzabile una varietà che dipende dalla geografia, dall'uso, dalle influenze esterne e dalle tradizioni.
Un esempio ci è fornito dalla traduzione della parola volpe:
- Nell'Alta Valle, lo rèinar, simile al "Renard" francese;
- Nella Bassa Valle, lo gorpeuill, simile all'antico francese goupil;
- Nelle regioni limitrofe al Piemonte, voulp, simile al piemontese (volp ['vulp]) e all'italiano.

### Le varianti miste («Patoué mëscllia»)
I dialetti di Ayas, Brusson e Gaby si differenziano dagli altri per il fatto di aver subìto l'influenza del tütsch vallesano.
Il dialetto di Cogne presenta delle affinità con il francoprovenzale piemontese, perché gli abitanti dell'alta val di Cogne colonizzarono questo luogo a partire appunto dalle valli arpitane piemontesi.

### Agnus Deiin patois
Dalla messa in patois celebrata per la 7ª Fête internationale des patois, svoltasi a Aosta il 4 e 5 settembre 2010.
| Latino | Francese | Italiano | Patois valdostano |
| --- | --- | --- | --- |
| Agnus Dei, qui tollis peccata mundi, Miserere nobis. Agnus Dei, qui tollis peccata mundi, Dona nobis pacem. | Agneau de Dieu, qui enlèves les péchés du monde, Prends pitié de nous. Agneau de Dieu, qui enlèves les péchés du monde, Donne-nous la paix. | Agnello di Dio, che togli i peccati del mondo, Abbi pietà di noi. Agnello di Dio, che togli i peccati del mondo, Dona a noi la pace. | Agnë de Dzeu, que te toute le pètsà di mondo, Prèn pédia de no. Agnë de Dzeu, que te toute le pètsà di mondo, Bailla-no la péce. |

### Tabella di comparazione
| Italiano  | Francese | Ovest     | Ovest    | Ovest                | Ovest         | Ovest   | Centro-nord | Centro-nord | Centro-nord | Centro-nord | Centro-Sudest | Centro-Sudest | Est           | Est    | Est     | Est     | Est    |
| Italiano  | Francese | La Thuile | La Salle | Rhêmes-Saint-Georges | Valsavarenche | Cogne   | Sarre       | Saint-Oyen  | Oyace       | Quart       | Fénis         | Champorcher   | Valtournenche | Ayas   | Emarèse | Arnad   | Gaby   |
| --------- | -------- | --------- | -------- | -------------------- | ------------- | ------- | ----------- | ----------- | ----------- | ----------- | ------------- | ------------- | ------------- | ------ | ------- | ------- | ------ |
| rastrello | râteau   | rassi     | râhé     | rahi                 | rahi          | raté    | rati        | râti        | râti        | raté        | râti          | rati          | râté          | rahtél | rahté   | rahté   | rahtél |
| fiore     | fleur    | flôr      | fleu     | fleur                | fleure        | fieur   | fleur       | flôr        | fleu        | fleur       | fleur         | fior          | flour         | fiour  | fiour   | fiour   | fiour  |
| volpe     | renard   | rèinâr    | rèinâ    | rèinar               | rèinâr        | rèinèar | rèinâr      | rèinâ       | rèinâr      | rèinâr      | rèinal        | verpeuill     | gorpeul       | gorpéi | gorpeui | gorpeui | voulp  |
| sì        | oui      | voué      | vouè     | vouè                 | ouè           | vouài   | ouè         | ouè         | vouè        | vouè        | ouè           | ouèi          | ò             | òi     | òi      | òi      | òi     |

## Ortografia e fonetica
| Lettera/digrafo         | Trascriz. IPA    | Spiegazione | Esempio                                              |
| ----------------------- | ---------------- | --- | ---------------------------------------------------- |
| a, à, â                 | /a/              | È una "a" di albero. La versione con l'accento grave, "à", si usa per disambiguare graficamente degli omofoni. | rablo                                                |
| e, è, ê                 | /ɛ/              | È una "e" aperta di "tè" e dunque più aperta di /e/, con la bocca più spalancata e la lingua leggermente più distante dal palato. Si trova in sillabe chiuse. | nèi, fèya, ortchè, pertse, tendro                    |
| -e-                     | /ə/              | Se non ha l'accento tonico (non ortografico) si riduce ad una vocale neutra, la schwa. Si ottiene immaginando di declamare i nomi delle lettere dell'alfabeto ("a, bi, ci, di, e, effe, gi...") togliendo le vocali ("b, c, d, f, g..."). Si trova in sillabe aperte. | devàn                                                |
| i, î, ì; ï-             | /i/; /j/-        | È una "i" di indicare. La ï, oltre alla segnalazione che fa parte di una seconda sillaba a sé, forma sempre dittonghi (con poche eccezioni, come lo stesso "naïf"). Invece, la "y" con l'umlaut ha la particolarità di essere usata in dei nomi propri, ma la pronuncia è quella di una semplice /i/. | bize, ioi                                            |
| o, ò, ô                 | /ɔ/              | È una vocale arrotondata aperta (come la "o" di "occhio"). Si trova principalmente in sillabe chiuse. | dobblo, dézò                                         |
| o, ó                    | /o/              | È una "o" di ora, vocale arrotondata chiusa. Si trova principalmente in sillabe aperte. | bora, passó                                          |
| u, ù, û, -ü-            | /y/              | È una "i" di indicare che in più viene pronunciata arrotondata. | dussù                                                |
| é                       | /e/              | È una "e" chiusa di "perché". | épeun-a berdzé                                       |
| eu, eû, eù              | /œ/              | È simile alla /ø/, dunque la vocale arrotondata appena spiegata, ma più aperta. Si trova in sillabe chiuse. | djeusto, meurdzée                                    |
| eu, eû, eù              | /ø/              | È una "e" di elmetto ma in più è anche arrotondata/procheila: si pronuncia tenendo le labbra arrotondate in un cerchiolino, senza per forza sporgerle verso l'esterno. Si trova in sillabe aperte. | beuro                                                |
| ou, oû; où-             | /u/; /w/-        | È una "u" di ultimo; "où" invece, poiché forma sempre dittonghi (eccetto in "où", dove), è la semivocale chiusa arrotondata /w/-. | couzo                                                |
| b                       | /b/              | È una "b" di balena, consonante sonora. | bosse                                                |
| c(+a), c(+o), c(+u), -c | /k/-, -/k/       | È una "c" di cane, consonante sorda. | can,cobbla, cubbo, coudre                            |
| c(+e), c(+i)            | /s/-             | È una "s" di senza, consonante sorda. | seutta                                               |
| ch                      | /ʃ/              | È una "sci" di scienza, consonante sorda. | chor, percho                                         |
| d; -d                   | /d/              | È una "d" di dente, consonante sonora. | dèi                                                  |
| dj                      | /d͡ʒ/-            | È una "gi" di giallo, consonante sonora. | djablo                                               |
| dz                      | /dz/             | è la "z" in zero. | dzor, modze                                          |
| f                       | /f/              | È una "f" di farfalla, consonante sorda. | fan                                                  |
| g(+a), g(+o), g(+u); -g | /g/-             | È una "g" di galera, consonante sonora. A fine parola è muta, salvo che in prestiti da lingue straniere. | gan, gotta, Gustine, gou                             |
| g(+e), g(+i)            | /ʒ/              | È una "gi" di giorno senza contatto tra organi, consonante sonora. | jouè                                                 |
| gu(+e), gu(+i)          | /g/-             | È una "g" di gallo, in cui non si forma il dittongo poiché salta la semivocale /w/. | guèi, guidda, gueubba                                |
| h                       | /h/              | Aspirata. | llahe, herquio, tsahagne                             |
| '                       | /Ɂ/              | Colpo di glottide. | 'oulet, dé'uc                                        |
| j                       | /ʒ/              | È una "gi" di giorno senza contatto tra organi, consonante sonora. | jouè                                                 |
| l                       | /l/              | È una "l" di leva, consonante sonora. | lévra                                                |
| -ill; ll-               | /ʎ/              | è la "gli" in coniglio. | pontèille, pastiille, lloi, gllase, cllasse, hllotse |
| m                       | /m/              | È una "m" di mano, consonante sonora. Per la nasalizzazione e le combinazioni con nasalizzazione, vedi le caselle sotto. | melet                                                |
| n                       | vedi descrizione | Di base, è una "n" di nave, consonante sonora. Questa pronuncia si sente quando compare a inizio parola (ad es. "neige", neve) e quando è in posizione intervocalica (ad es. "ananas", ananas). Quando invece si trova a fine parola (e quindi -n) o prima di un'altra consonante, cade e nasalizza la vocale precedente, con un comportamento dunque molto vicino alla "n" in portoghese (ad es. "maman", mamma; "enchanté", piacere di conoscerLa). | nèi                                                  |
| -am-; -an               | /ɑ̃/              | È la "a" aperta e gutturale a cui si aggiunge la nasalizzazione. |                                                      |
| -em, -en                | /ɛ̃/              | È la "e" aperta a cui si aggiunge la nasalizzazione. |                                                      |
| -im, -in                | /ĩ/              | È la "i" a cui si aggiunge la nasalizzazione. |                                                      |
| -om, -on                | /ɔ̃/              | È la "o" arrotondata a cui si aggiunge la nasalizzazione. |                                                      |
| -eum, -eun              | /œ̃/              | È la "e" arrotondata, a cui si aggiunge la nasalizzazione. |                                                      |
| -um; -un                | /ỹ/              | è la "u" francese, nasale. |                                                      |
| -ém, én                 | /ẽ/              | È la "e" chiusa a cui si aggiunge la nasalizzazione. |                                                      |
| gn                      | /ɲ/              | È una "gn" di bagni, come in italiano. | gnoué                                                |
| p; -p                   | /p/              | È una "p" di pala, consonante sorda. | patta                                                |
| qu(+e), qu(+i), -q      | /k/-             | È una "c" di cane, senza che si pronunci il dittongo siccome cade la semivocale. | basquinna, quéntal, queverta, baquet, queurta        |
| r; -r                   | /r/              | È una "r" di rana. | rotta                                                |
| s; -ss-                 | /s/              | È una "s" di senza, consonante sorda. | san, seutta, poussa, masón, greusa                   |
| t                       | /t/              | È una "t" di tavolo, consonante sorda. | tor                                                  |
| tch                     | /tʃ/             | è la "c" in cena. | tcheddo, patchoc                                     |
| ts                      | /ts/             | è la "z" in pizza. | tsamos, vatse                                        |
| v                       | /v/              | È una "v" di vela, consonante sonora. | vépa                                                 |
| x                       | /ks/             | è una "cs" di clacson. | sexe                                                 |
| y                       | /j/              | Seguita da vocale, è una "i" di iena, dunque una semivocale che forma dittonghi. | fèya                                                 |
| z; -z                   | /z/              | È una "s" sonora di rosa. | bize, zén                                            |

## Glichansonniers
Un ruolo di primo piano nell'ambito della conservazione del patois valdostano è stato svolto dalle raccolte di canti tradizionali pubblicate nel '900.
La prima di queste raccolte in patois e francese, intitolata Chansonnier valdôtain, fu pubblicata nel 1912 su iniziativa della Ligue valdôtaine pour la protection de la langue française. Raccoglieva l'eredità dei cahiers à chansons manoscritti, costituendo il modello per tutte le pubblicazioni successive. Per questo motivo, la sua pubblicazione segna una tappa fondamentale nella tradizione del canto popolare in Valle d'Aosta.

Il Chansonnier del 1912 contiene 27 canzoni, in maggioranza valdostane, ma anche di origine francese, come una poesia di Chateaubriand musicata (Le montagnard émigré). Tutti i testi sono in francese, salvo una composizione in patois dell'abbé Cerlogne sull'aria della Marseillaise.
Nel 1932, l'abbé Trèves pubblicò una nuova raccolta intitolata Valdôtains, chantons !, ripresa e completata da Aimé Berthet nel 1948. Vide la luce il Nouveau chansonnier valdôtain con 70 melodie in patois e francese.
Da allora, numerose pubblicazioni sono seguite, contenenti canti tradizionali e di nuova composizione.
Nel 1951 nacquero dei concorsi regionali o Festivals de chants choral, conosciuti localmente soprattutto come le Floralies vocales. Ancora oggi l'Assemblée régionale de chant choral è organizzata ogni anno con l'obiettivo di valorizzare la tradizione e il patrimonio del canto e della cultura musicale popolari.

## Il gergo (argot)
In alcuni comuni la vitalità del patois ha creato dei sottocodici linguistici, dei gerghi tipici di alcuni gruppi sociali che permettevano di non farsi capire da chi non ne facesse parte. Sono soprattutto lessici di mestieri, legati alle migrazioni stagionali.
Un esempio è l'argot degli spazzacamini della val di Rhêmes:
| Argot             | Patois rhêmein | Italiano           |
| ----------------- | -------------- | ------------------ |
| grîllio / grîllie | pée / mée      | padre / madre      |
| broûdo / broûda   | frére / séròi  | fratello / sorella |
| meurqué           | meudjé         | mangiare           |
| piotché           | drumui         | dormire            |
| côpa              | mèison         | casa               |
| nîcho             | couiti         | coltello           |
| dzou              | pan            | pane               |
| couèitse          | couèitse       | padrone            |
| tchââo            | veuladzo       | villaggio          |
| roûda             | traaille       | lavoro             |
| gâillo            | gâillo         | apprendista        |
| vouéca            | vouéca         | camino             |

Di seguito l'argot dei tagliaboschi e dei "sabotiers" di Ayas:
| Argot              | Patois ayassin | Italiano           |
| ------------------ | -------------- | ------------------ |
| cherro / cherra    | pare / mare    | padre / madre      |
| broûédo / broûéda  | frare / sèroù  | fratello / sorella |
| péhquia            | tchèr          | carne              |
| gouassa            | éva            | acqua              |
| ortole / tselle    | tsôque         | zoccolo            |
| chérehc / gueutcho | beur / bel     | brutto / bello     |
| rôbio              | foûec          | fuoco              |
| messer             | coutèl         | coltello           |
| biéhc              | paìs           | paese              |
| nifie / breuf      | rèn            | niente             |
| tchavo             | mîète          | casa               |
| grep               | résse          | sega               |

## La situazione attuale

Il valdostano tra le varianti delle lingue diffuse in Francia.

In epoca contemporanea la Valle d'Aosta costituisce l'area territoriale in cui la lingua francoprovenzale è maggiormente vitale, con presenza di locutori nativi di tutte le fasce d'età: le politiche di assimilazione e distruzione della lingua messe in atto dai governi francesi e svizzeri hanno avuto infatti successo in numerose altre regioni un tempo parlanti arpitano. La situazione in Valle d'Aosta, tuttavia, è stata comunque indirettamente compromessa per via della pressione antifrancofona voluta dal regime fascista e messa in atto durante il Ventennio contro il francese valdostano, e dei flussi migratori dal resto d'Italia verso la Valle d'Aosta e dei Valdostani verso la Francia durante questo periodo.
Nonostante l'italiano svolga ormai il ruolo di lingua di uso quotidiano ad Aosta, il patois conserva la sua posizione privilegiata nel resto della regione, e permane un elemento fondamentale nel processo d'integrazione nella società locale. Il ruolo del francese standard è oggi riservato quasi esclusivamente all'ambito politico e alle attività culturali.
Le attività culturali in dialetto sono numerose, e riguardano la poesia, con autori come Marco Gal, e soprattutto il teatro, con le manifestazioni teatrali Lo Charaban e Le Printemps théâtral : al primo evento, che è organizzato ad Aosta, partecipa una sola compagnia teatrale; invece il secondo è uno spettacolo itinerante e riunisce tutte le compagnie teatrali valdostane, composte soprattutto da giovani.

### IlConcours Cerlogne
In collaborazione con il Centre d'études francoprovençales René Willien di Saint-Nicolas, il Bureau Régional pour l'Ethnologie et la linguistique (BREL, l'ufficio regionale per l'etnologia e la linguistica della regione autonoma Valle d'Aosta) organizza il Concours de Patois (concorso di dialetto) Abbé Cerlogne. A partire dalla prima edizione del 1963, il concorso coinvolge ogni anno circa 2 000 alunni delle scuole materne, elementari e medie della Valle d'Aosta e ultimamente anche scolaresche della Savoia, del Vallese, delle valli arpitane del Piemonte e delle comunità alloglotte di Faeto e Celle di San Vito (queste ultime appartenenti alla minoranza francoprovenzale in Puglia).
Esso si propone di iniziare gli allievi alla ricerca di documenti in arpitano appartenenti alla tradizione orale, attorno ad un tema annuale riguardante la civiltà alpestre, nonché di creare nelle nuove generazioni l'interesse per il dialetto.
Il Concours Cerlogne inizia con due giornate di preparazione e aggiornamento destinate agli insegnanti interessati. Durante l'anno scolastico, insegnanti e alunni svolgono ricerche presso i loro genitori e parenti. Il materiale (vecchi documenti, foto, oggetti, testimonianze orali, ecc.) viene raccolto, analizzato e il risultato della ricerca viene presentato sotto forma di album illustrati, CD-ROM, cassette audio e video. I lavori del Concours Cerlogne sono conservati e consultabili presso il Centre d'études francoprovençales. Il concorso si conclude nel mese di maggio con una festa di tre giorni che si svolge ogni anno in un diverso comune della Valle d'Aosta.

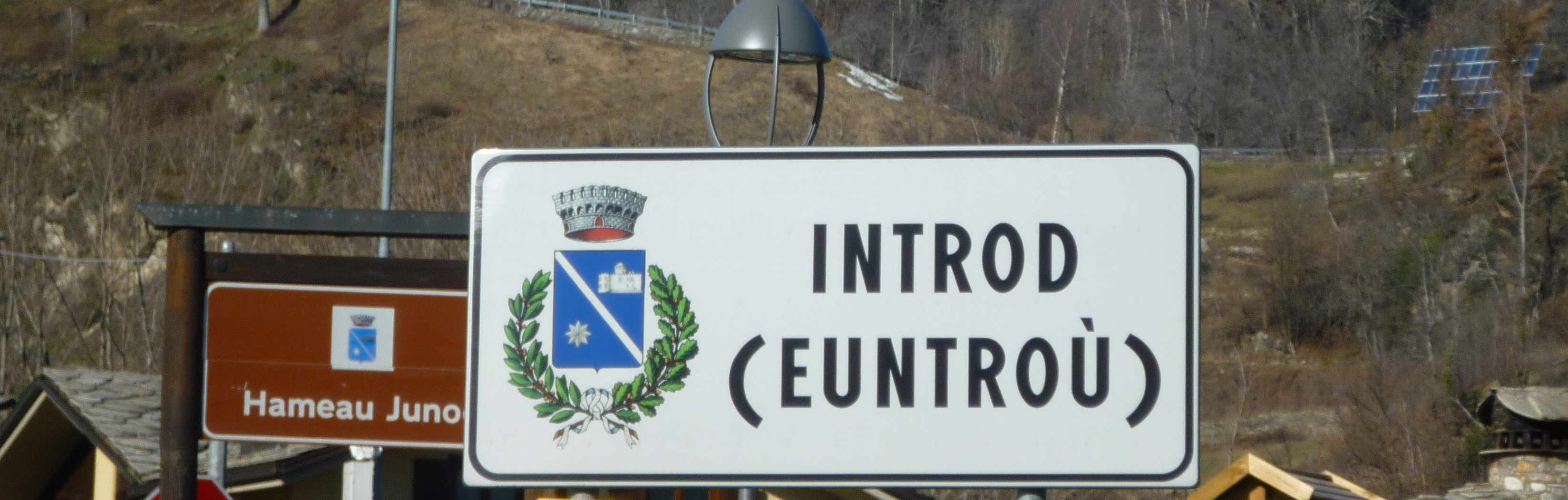
Cartello bilingue (francese-patois) a Introd.

### Gli istituti di studio
Il principale istituto che si occupa di dialetto valdostano è il Bureau régional pour l'ethnologie et la linguistique (in sigla BREL), creato nel 1985 ad Aosta/Aoste per la salvaguardia del dialetto attraverso il recupero e il mantenimento della particolarità del territorio. Il BREL organizza da una dozzina d'anni un corso regolare di dialetto valdostano, in cui spiega come le montagne del territorio abbiano fatto formare il dialetto (diversificandolo da tutti gli altri). Un altro istituto regionale, che cura però il francoprovenzale, è il Centre d'études francoprovençales René Willien (abbreviato in CEFP), avente sede a Saint-Nicolas; qui le direttive sono prese direttamente assieme al BREL e da altri istituti di lingua francoprovenzale.
Gli studi condotti dal BREL durante gli ultimi decenni hanno portato alla creazione dello Gnalèi, parola che significa in patois nido, ma anche il pane che si cuoceva una volta prima di Natale per tutto l'anno. Si tratta di un sito internet interamente trilingue (francese-patois-italiano), che raccoglie tutti i dati a disposizione, e in particolare un glossario con supporto audio per la pronuncia.

### La musica

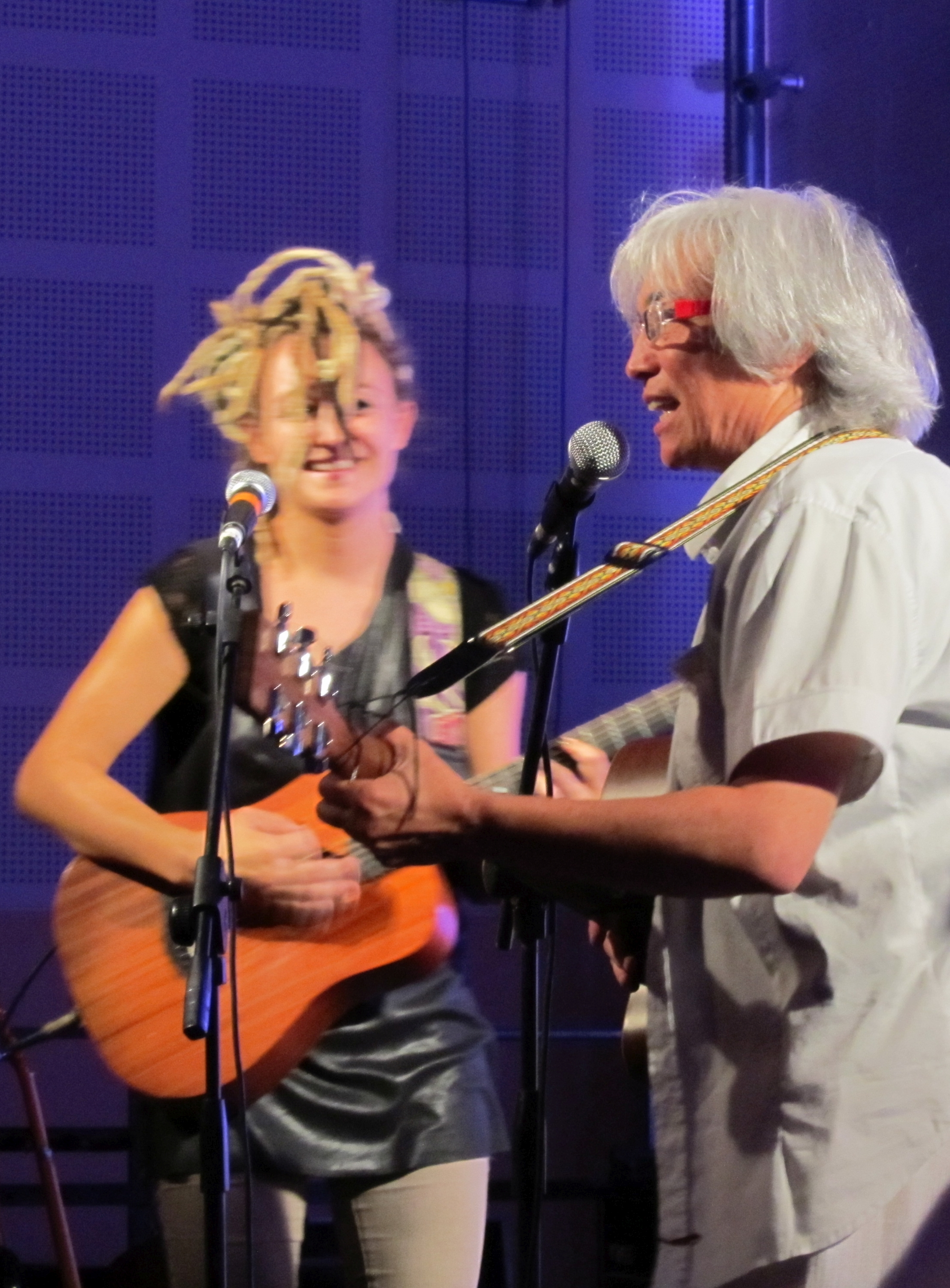
Maura Susanna con Naïf Hérin Artisti valdostani per l'Emilia (luglio 2012).

La scena musicale valdostana è caratterizzata dai canti tradizionali montani in patois e in francese.
Tra i principali artisti si annoverano:

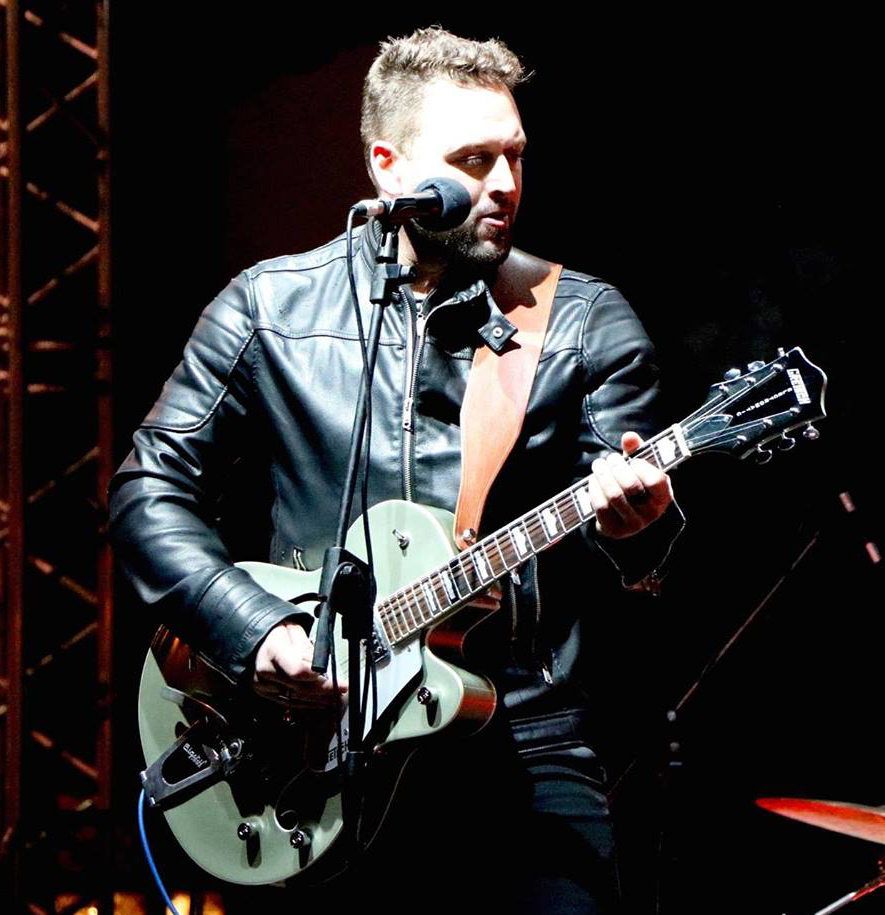
Philippe Milleret

- Louis de Jyaryot, originario d'Ayas, cantautore di canzoni in patois ayassin;
- Maura Susanna (nata ad Aosta il 24 settembre 1956 ma originaria di Saint-Vincent), autrice e interprete di canzoni in patois, francese e italiano. Non appartiene alla musica folk tradizionale, ma piuttosto alla musica pop e d'autore. Oltre alla sua notevole voce, l'ha resa famosa il fatto di cantare questo genere di musica proprio in patois.
- La scoperta di canti e melodie tradizionali della Valle d'Aosta sono l'oggetto da 25 anni dell'attività del gruppo Trouveur valdotèn (di Aymavilles), sicuramente il più famoso, insieme ad altri, quali L'Orage.
- Magui Bétemps, originaria di Valtournenche e scomparsa prematuramente nel 2005, è riconosciuta come la miglior cantautrice valdostana contemporanea[14]. La sua eredità continua ad essere celebrata con concerti e non cessa di suscitare ammirazione.
- Enrico Thiébat, morto nel 1992, cantautore, cabarettista e scultore, considerato da alcuni il successore di Magui Bétemps[15].
- Christian Sarteur, originario d'Ayas, cantautore e interprete di canzoni in patois ayassin e francese.
- Naïf Hérin, originaria di Quart, cantautrice funk in italiano e francese.
- Philippe Milleret, cantautore folk e blues.

## Autori principali

### Poesia
- Palmyre Arbaney-Falcoz (1900-1980), originaria di Doues;
- Venance Bernin (1901-1980), originaria di Sarre;
- Amédée Berthod (1905-1976), originario di Aosta;
- Reine Bibois (1894-1976), originaria di Cogne;
- Césarine Binel (1897-1956), originaria di Champdepraz;
- Abbé Jean-Baptiste Cerlogne (1826-1910), originario di Saint-Nicolas;
- Chanoine Jean Domaine (1922-2007), originario de La Salle;
- Lucio Duc (1927-1977), originario di Châtillon;
- Jeanne Ducourtil-Bellot (1900-1983), originaria di Fénis;
- André Ferré (1904-1954), originario di Saint-Vincent;
- Marco Gal (1940-), originario di Gressan;
- Hermine Gerbore (1885-1950), originaria di Saint-Nicolas;
- Armandine Jérusel (1904-1991), originaria di Aymavilles;
- Quirino Joly (1930-1976), originario di Arnad;
- Désiré Lucat (1853-1930), originario di Châtillon;
- Victor Martin (1893-1956), originario di Rhêmes-Saint-Georges;
- Eugénie Martinet (1896-1983), originaria di Aosta;
- Anaïs Ronc-Désaymonet (1890-1955), originaria di Arpuilles (collina di Aosta);
- Marius Thomasset (1876-1959), originario di Villeneuve;
- Raymond Vautherin (1935-2018), originario di La Thuile.

### Prosa
- Reine Bibois (1894-1976), originaria di Cogne;
- Abbé Jean-Baptiste Cerlogne (1826-1910), originario di Saint-Nicolas;
- Florent Corradin
- Louis Jaccod (1881-1934), originario di Châtillon;
- Jules-Ange Negri (1904-1995), originario di Aosta;
- Évalde Obert (1912-1990), originario di Ayas;
- Anaïs Ronc-Désaymonet (1890-1955), originaria di Arpuilles (collina di Aosta);
- Marius Thomasset (1876-1959), originario di Villeneuve;
- Raymond Vautherin, originario di La Thuile;
- René Willien (1916-1979), originario di Aosta

### Teatro
- Amédée Berthod (1905-1976), originario di Aosta;
- Corrado Gex (1932-1966), originario di Arvier;
- Abbé Joseph-Marie Henry (1870-1947), originario di Courmayeur;
- Pierre Vietti (1924-1998), originario di Aosta;
- René Willien (1916-1979), originario di Aosta
- Raymond Vautherin, originario di La Thuile.

## Antologia
Sono proposti di seguito degli estratti di opere degli autori patoisants più rappresentativi. Sono proposte anche le traduzioni in francese e italiano.
- Estratto da una poesia di André Ferré (Saint-Vincent, 1904-1954)

Cllier et seren lo ten apré la piôdze /
Clair et serein le temps après la pluie /
tempo chiaro e sereno dopo la pioggia
Cé bé soleil que torne égueeyìno la Val /
Ce beau soleil qui retrourne égayer la vallée /
Che bel sole torna ad illuminare la valle
I sorton le feumélle ch'achèté su la lôye, /
Les femmes sortent s'asseoir sous les arcardes /
Le donne escono e vanno a sedersi sotto le arcate
In precassèn de queut tant bien que mal /
en bavardant de tout le monde, tant bien que mal /
a chiacchierare di tutti, sia bene che male
[...]
- Estratto da una poesia di Palmyre Arbaney-Falcoz (Doues, 1900 - Aosta, 1980)

Esplojon de meuseucca. /
Explosion de musique. /
Esplosione di musica
Feusette de joèce. /
Fusée de joie. /
Missile di gioia.
Tsarriemèn de note que chorton /
Charriage de notes que sortent /
trasporto di note che escono
Su lé, iou lé clliotse dzalaouse /
La haut, où les cloches jalouses /
in alto, dove le campane gelose
Le vardon a catson. /
Les gardent en cachette. /
le mantengono in segreto
[...]
- Estratto dalla poesia La pastorala di Jean-Baptiste Cerlogne (Saint-Nicolas, 1826-1910), la canzone natalizia più famosa della Val D'Aosta.

De nët euna leumiére /
Durant la nuit une lumière /
Durante una notte una luce
I berdzè l'at paru; /
Aux bergers apparut /
ai pastori apparve
Un andze vin leur dëre: /
Un ange vint leur dire: /
Un angelo viene a dir loro:
Lo Sauveur l'est neissu. /
Le Sauveur est né /
È nato il Salvatore
Un pouro baou l'est son palatse, /
Une pauvre étable est son palais /
Una povera stalla è il suo palazzo
Et sat pei de fen in traver /
Et sept brins de foin en travers /
E sette fili di fieno
Compouson lo deur matelatse /
Composent le dur matelas /
Compongono il suo materasso
De ci gran Rei de l'univer; /
De ce grand Roi de l'univers; /
Di quel gran Re dell'Universo
Et din la rigueur de l'iver /
Et dans la rigueur de l'hiver /
E nel rigore dell'inverno
De dò trei lindzo l'est queuver. /
De deux ou trois linges il est couvert. /
È coperto da due o tre tele.
- Estratto di una poesia di Césarine Binel (Champdepraz, 1897-1956), esempio del dialetto della Bassa Valle.

Y son vignà de bon matèn /
Ils sont venus de bon matin /
Sono venuti la mattina presto
à désèi lo for /
pour allumer le four /
per accendere il forno
Adeline e Dzeusepèn /
Adeline et Josephin /
Adelina e Giuseppino
son lé prumì dou tor /
sont les premiers /
sono le prime
Pôrton lo bôch de biôla /
Ils apportent du bois de bouleau /
portano legno di betulla
é eun grou sac pesàn /
et un gros sac lourd /
e un grande sacco pesante
lo vouidon su la tôla /
le renversent sur la table /
lo rovesciano sulla tavola
pé fare lo bon pan /
pour faire du bon pain /
per fare il pane buono
- Estratto da una poesia d'Anaïs Ronc-Désaymonet (Arpuilles, 1890 - Aosta, 1955), chiamanta tanta Neïsse (= zia Anaïs)

Dz'é vu su 'na louye, quase presta à tsére ba, /
Je les ai vu sur un rebord, elle était prête à tomber /
Ho visto una sporgenza, è pronta a cadere
Dé géragnon coleur lilà. /
Des géraniums couleur lila /
Dei gerani color lilla
Dz'é vu su 'na viéille fenétra, flourì i soleil, /
Je les ai vu sur une vieille fenêtre, fleurir au soleil, /
Li ho visti suna vecchia finestra, fiorire al sole
Dé géragnon blan comme la nèi. /
Des géraniums blancs comme la neige /
Dei gerani bianchi come la neve
Dz'é vu pendre, de la terrasse de 'na villà, /
Je les ai vu pendre, de la terrasse d'une villa, /
Li ho visti appesi, al terrazzo di una villa
Dé géragnon coleur di fouà. /
Des géraniums couleur du feu /
Dei gerani color del fuoco
Fleur di pouro, fleur di reutso, géragnon /
Fleurs des pauvres gens, géraniums /
Fiori della povera gente, gerani
Vo-éte la garniteura de totte le meison /
Vous êtes le décor de toutes les maisons /
Voi siete il decoro di tutte le case
Vo no portade lo sourire di bon Djeu, /
Vous nous apportez le sourire du bon Dieu /
Voi ci portate il sorriso del buon Dio
Afeun de no rendre tcheu moén malereu /
Afin de nous rendre tous moins malheureux /
Ci renderà tutti meno miserabili